# 3 Armia Polowa (Turcja)
3 Armia Polowa – związek operacyjny  tureckich Sił Zbrojnych.
W okresie zimnej wojny 3 Armia Polowa odpowiadała  za obronę wschodniej flanki NATO, w tym granicy z ZSRR na Kaukazie.

## Struktura organizacyjna
W okresie zimnej wojny
- dowództwo Armii – Erzincan
- 8 Korpus Armijny –  Elazig
- 9 Korpus Armijny – Erzurum
- 11 Korpus Armijny